# Canton de Sartrouville
Le canton de Sartrouville est une division administrative française, située dans le département des Yvelines et la région Île-de-France.
À la suite du redécoupage cantonal de 2014, les limites territoriales du canton sont remaniées. Le nombre de communes du canton passe de 1 à 3.

## Représentation

### Représentation avant 2015
| Période | Période | Identité           | Étiquette        | Qualité |
| ------- | ------- | ------------------ | ---------------- | --- |
| 1967    | 1973    | Auguste Chrétienne | PCF              | Ouvrier ajusteur, puis journaliste Maire de Sartrouville de 1959 à 1989 Sénateur en 1952 (invalidé) et de 1958 à 1959, ancien conseiller général du canton de Maisons-Laffitte |
| 1973    | 1985    | François Hilsum    | PCF              | Chaudronnier, metteur en page et artiste peintre |
| 1985    | 1998    | Laurent Wetzel     | UDF-CDS puis DVD | Inspecteur d’académie-inspecteur pédagogique régional d’histoire-géographie Maire de Sartrouville de 1989 à 1995                                                               |
| 1998    | 2015    | Pierre Fond        | RPR puis UMP     | Maire de Sartrouville depuis 1995 Vice-président du Conseil général |

### Représentation à partir de 2015
| Période élective | Période élective | Mandat | Mandat   | Identité       | Nuance | Nuance | Qualité |
| ---------------- | ---------------- | ------ | -------- | -------------- | ------ | ------ | --- |
| 2015             | 2021             | 2015   | 2021     | Pierre Fond    |        | LR     | Maire de Sartrouville Président de la Communauté d'agglomération 1er Vice-président délégué à l’intercommunalité, l’interdépartementalité, l’Europe et la Métropole de Paris |
| 2015             | 2021             | 2015   | 2021     | Janick Gehin   |        | LR     | Auditrice en Histoire des Religions à l’Institut Catholique de Paris Maire-adjointe de Maisons-Laffitte                                                                      |
| 2021             | 2028             | 2021   | en cours | Ingrid Coutant |        | DVD    | Directrice d'école Adjointe au maire de Maisons-Laffitte |
| 2021             | 2028             | 2021   | en cours | Pierre Fond    |        | LR     | Conseiller sortant, 1er Vice-président délégué à l'intercommunalité, l'Europe et la Métropole de Paris                                                                       |

### Résultats détaillés

#### Élections de mars 2015
À l'issue du 1er tour des élections départementales de 2015, deux binômes sont en ballottage : Pierre Fond et Janick Gehin (UMP, 55,74 %) et Isabelle Amaglio-Terisse et Yoann Matot (Union de la Gauche, 17,28 %). Le taux de participation est de 43,18 % (22 098 votants sur 51 177 inscrits) contre 45,34 % au niveau départemental et 50,17 % au niveau national.
Au second tour, Pierre Fond et Janick Gehin (UMP) sont élus avec 72,11 % des suffrages exprimés et un taux de participation de 38,9 % (13 669 voix pour 19 907 votants et 51 177 inscrits).

#### Élections de juin 2021
Le premier tour des élections départementales de 2021 est marqué par un très faible taux de participation (33,26 % au niveau national). Dans le canton de Sartrouville, ce taux de participation est de 31,08 % (16 195 votants sur 52 110 inscrits) contre 33,61 % au niveau départemental. À l'issue de ce premier tour, deux binômes sont en ballottage : Ingrid Coutant et Pierre Fond (DVD, 58,42 %) et Isabelle Amaglio-Térisse et Stéphane Baudement (Union à gauche avec des écologistes, 30,02 %).
Le second tour des élections est marqué une nouvelle fois par une abstention massive équivalente au premier tour. Les taux de participation sont de 34,36 % au niveau national, 35,23 % dans le département et 32,46 % dans le canton de Sartrouville. Ingrid Coutant et Pierre Fond (DVD) sont élus avec 67,59 % des suffrages exprimés (11 047 voix pour 16 919 votants et 52 128 inscrits),,. 

## Composition

### Composition avant 2015
Le canton de Sartrouville était composé de la seule commune de Sartrouville.

### Composition à partir de 2015
Le nouveau canton de Sartrouville comprend trois communes entières.
| Nom                                  | Code Insee | Intercommunalité                  | Superficie (km2) | Population (dernière pop. légale) | Densité (hab./km2) | Modifier                                    |
| ------------------------------------ | ---------- | --------------------------------- | ---------------- | --------------------------------- | ------------------ | ------------------------------------------- |
| Sartrouville (bureau centralisateur) | 78586      | CA Saint Germain Boucles de Seine | 8,46             | 51 570 (2022)                     | 6 096              | modifier les données · modifier les données |
| Maisons-Laffitte                     | 78358      | CA Saint Germain Boucles de Seine | 6,75             | 22 855 (2022)                     | 3 386              | modifier les données · modifier les données |
| Le Mesnil-le-Roi                     | 78396      | CA Saint Germain Boucles de Seine | 3,25             | 6 340 (2022)                      | 1 951              | modifier les données · modifier les données |
| Canton de Sartrouville               | 7817       |                                   | 18,46            | 80 765 (2022)                     | 4 375              | modifier les données                        |

## Démographie

### Démographie avant 2015
| 1968   | 1975   | 1982   | 1990   | 1999   | 2006   | 2011   | 2012   |
| ------ | ------ | ------ | ------ | ------ | ------ | ------ | ------ |
| 40 277 | 42 253 | 46 197 | 50 329 | 50 219 | 51 600 | 51 431 | 51 713 |

### Démographie depuis 2015
En 2022, le canton comptait 80 765 habitants, en évolution de −1,98 % par rapport à 2016 (Yvelines : +2,72 %, France hors Mayotte : +2,11 %).
| 2013   | 2018   | 2022   |
| ------ | ------ | ------ |
| 81 158 | 82 172 | 80 765 |